# Тед Коконіс
Константінос «Тед» Коконіс (англ. Constantinos "Ted" CoConis; 31 серпня 1927, Чикаго, Іллінойс — 28 березня 2023, Сідар-Кі, Флорида) — американський ілюстратор і художник, який працював над багатьма дитячими книжками, зокрема «Summer of the Swans» Бетсі Кромер Баярс, що отримала медаль Ньюбері 1971 року, та «The Golden God, Apollo» Доріс Гейтс. Крім того, знаний як автор кіноафіш, обкладинок книг, а також ілюстрацій для журналів й оповідань, завдяки цьому доробку введений до Зали слави Товариства ілюстраторів. З 1980 року виключно будував кар'єру художника.

## Ранні роки
Народився в сім'ї іммігрантів. З раннього віку мама Коконіса помітила та сприяла розвитку художніх талантів сина. Ще у початковій школі, він отримав стипендію Художнього інституту Чикаго. 1942 року, з початком Другої світової війни, у юному віці, 15 років, вступив до лав ПС США, змінивши для цього свої дані про хрещення. Після почесного звільнення через два роки вступив до Американської академії мистецтв у Чикаго, а за рік приєднався до Торговельного флоту США.
Після повернення до США полковник ПС, з яким Коконіс раніше працював, заохотив його подати заявку на посаду у відділі зв'язків з громадськістю П'ятої армії в Чикаго. Там він створював обкладинки журналів, брошури та плакати для рекрутингу в армію. Пізніше йому доручили створити ілюстрації до обкладинки довідника з основними програмами, що реалізуються для оснащення армії XXI століття. Армія та ПС США замовили картини, які зараз висять у Пентагоні.
На початку 1950-х років Коконіс перевівся до Шостої армії в Сан-Франциско як ілюстратор і почав працювати фріланс-художником. Його робота привернула увагу Ела Шета, який був пов'язаний з відомою комерційною художньою студією в Нью-Йорку, і Коконіс погодився на роботу в студії.

## Кар'єра ілюстратора
Працюючи з Шетом, Коконіс познайомився з відомими клієнтами; здобув репутацію талановитого ілюстратора для популярних журналів, як-от «Cosmopolitan», «Гуд Хаус Кіпінг» і «Рідерз дайджест», а також завдяки ілюстраціям ддл обкладинок книг й історій, кіноафіш й альбомів. Маючи гарну репутацію до середини 1960-х років став працювати фріланс-художником у власній студії в Коннектикуті.
Створив ілюстрації для низки дитячих книг, зокрема книгу Бетсі Кромер Баярс «The Summer of the Swans», яка отримала премію Ньюберрі 1971 року, та «The Golden God: Apollo» Доріс Гейтс. Автор обкладинок для таких відомих книг, як-от «A Walk on the Wild Side» Нельсона Алґрена (1960), «Ада» (1969) Володимира Набокова та «The Princess Bride» Вільяма Голдмана (1973). Також створив ілюстрації інтер'єрів деяких романів Джеймса Міченера, опублікованих скорочено у виданнях «Reader's Digest», зокрема «Техас» й «Аляска».
У цей період Коконіс також створював кіноафіші, деякі з яких отримали премію «Оскар», та обкладинки платівок популярних і класичних виконавців й оркестрів, зокрема Делла Різ, Доріс Дей, Іцхака Перлмана, Юджина Орманді та Філадельфійський оркестр. Завдяки роботі з Джимом Генсоном та «Маппет-шоу» (1974) Коконіса отримав пропозицію створити постер для фільму «Лабіринт» (1986). Це зображення використали на обкладинці новелізації фільму А. Ч. Г. Смітом.

### Плакати
- Петулія (1968)
- Веселка Фініана (1968)
- Розквіт міс Джин Броді (1969)
- Доріан Грей (1970)
- Скрипаль на даху (1971)
- Людина з Ламанчі (1972)
- Леді Кероліна Лем (1972)
- Брізі (1973)
- Маппет-шоу на День святого Валентина (1974)[19]
- Питання часу (1976)
- Джозеф Ендрюс (1977)
- Інший бік півночі (1977)
- Куба (1979)
- Лабіринт (1986)

### Обкладинки альбомів
- Man Of La Mancha (Original Motion Picture Soundtrack) (1972)[20]
- Weldon Irvine's Sinbad (1976)
- Odyssey (1977)[15]
- Hair (Spanish version) (1979)[21]
- Labyrinth (Original Soundtrack of the Jim Henson film) (1986)
- Year Long Disaster (2007)

## Кар'єра художника

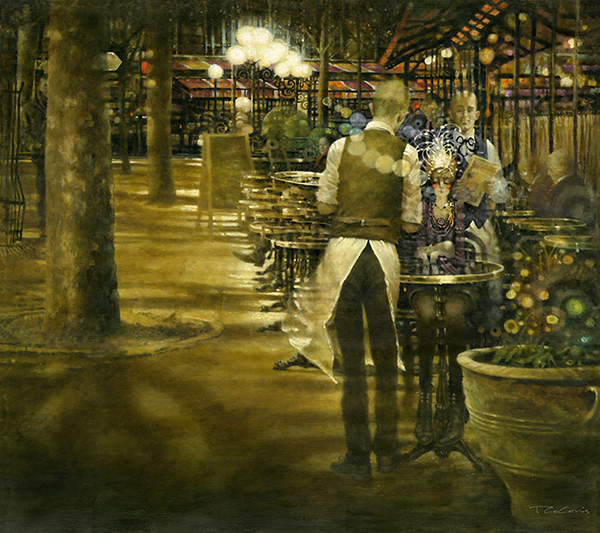
Картина «Une Soirée Enchantée» Теда Коконіса, приватна колекція

1980 року почав працювати як самостійний художник. У різних інтерв'ю зазначав, що відчуває, що настав час писати власні картини та контролювати свої творчі рішення. Відтоді разом зі своєю дружиною та творчою партнеркою Крістен щороку проводив кілька місяців у Франції, а останнім часом також у Греції, де створював пленерні ескізи. Повертаючись з малюнками до своєї студії в Катлері, штат Мен, або в Сідар-Кі, штат Флорида, старанно оживляв фігури на полотні, використовуючи олійні фарби та пастель або створюючи графічні малюнки.
Його серії «Жінки в Парижі» й «Екзотичні дами з вулиці Сен-Дені» зображують самовпевнених, самотніх жінок з різних верств суспільства — куртизанок, поетес, професорок, циркових артисток тощо — задоволених своєю самотністю. Жінки зображені в ретельних деталях у їхньому реальному середовищі, як-от квіткові магазини, борделі, місцеві кафе, Лувр чи сад Тюїльрі. Зі слів Тюдора: «Сила „Жінок у Парижі“, як стала називатися серія робіт Коконіса у розвитку, та ж, що підживлювала його перші ілюстрації: кожне обличчя, кожен жест, кожен вибір одягу й обстави розповідає історію. І в цій історії оголюються гідність, відкриття та глибина людського досвіду».
Кілька картин з серії «Жінки в Парижі» відтворювались у журнальних статтях. Його картина «Маркіза Луїза Казаті» з'являється в книзі «Маркіза Казаті: Портрет музи», як і його плакат «Питання часу».
Його роботи здобули численні нагороди від Товариства ілюстраторів, Клубів артдиректорів Нью-Йорка та Лос-Анджелеса й інших асоціацій. Його роботи зберігаються в Музеї ілюстрації Товариства ілюстраторів і в колекції мистецтва ПС США.
Протягом усього свого життя Коконіс завдячував Школі мистецтв Чиказького інституту та стипендії, яку отримав у початковій школі: «Коли я ріс у Чикаго, це було важке життя», — згадував Коконіс. «Слово „стипендія“ та те, що воно символізувало, виходило далеко за рамки того, що значила у той час. Озираючись назад, я згадую її, як те, що надавало мені сили продовжувати». Він зазначив, що вже 94 роки прагне навчитися малювати: «але я ніколи не досягаю того, чого сподіваюся. Ця невловна мета завжди здається трохи недосяжною для мене». В іншому інтерв'ю, коли його запитали, яким би він хотів, щоб його пам'ятали, Коконіс зазначив, що не хоче бути таким художником. «Коли людина жива — зараз — і в неї є колекціонери та люди, які люблять її мистецтво… Це те, чого я хочу».

## Смерть
Помер у Сідар-Кі, штат Флорида, 28 березня 2023 року у 95 років.